# Iulops argocrana
Iulops argocrana är en fjärilsart som beskrevs av Edward Meyrick 1888. Iulops argocrana ingår i släktet Iulops och familjen mätare. Inga underarter finns listade i Catalogue of Life.